# 伊勢崎市道北部環状線

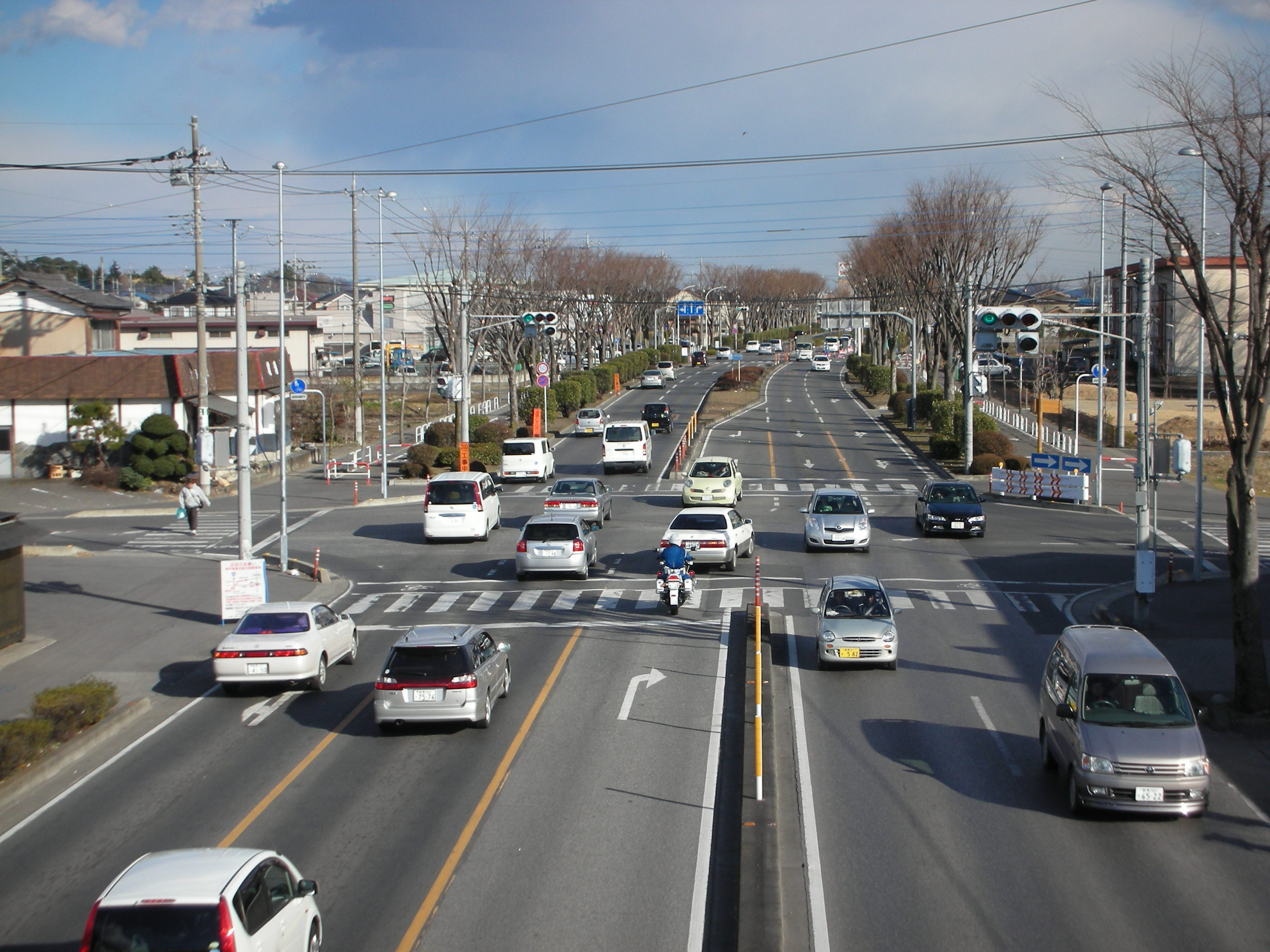
群馬県道74号伊勢崎大胡線との交差点付近

伊勢崎市道北部環状線（いせさきしどう ほくぶかんじょうせん）とは、群馬県伊勢崎市の市街地の外縁を通る環状線の一部。全線4車線で整備され、一部区間では側道も整備されている。通称北部環状けやき通り。（沿線にケヤキが植樹されていることから。）

## 概要

### 路線データ
- 起点 伊勢崎市宮子町
- 終点 伊勢崎市鹿島町（途中、群馬県道73号伊勢崎大間々線との重複区間が存在）

## 沿革
- 1980年（昭和55年）4月1日 - 一部（約390m）開通
- 1983年（昭和58年）8月31日 - 駒形バイパス交点から群馬県道74号伊勢崎大胡線交点まで開通

## 地理

### 交差する主な道路、鉄道
- 群馬県道2号前橋館林線（レース場東交差点）
- JR両毛線（お富士山跨線橋）
- 群馬県道74号伊勢崎大胡線
- 群馬県道73号伊勢崎大間々線（八幡町交差点）
- 国道462号

### 沿線
- 伊勢崎オートレース場
- お富士山古墳
- 群馬県立伊勢崎商業高等学校
- フォリオ安堀（ショッピングモール）